# Paridotea simplex
Paridotea simplex är en kräftdjursart som beskrevs av Gary C.B. Poore och Lew Ton 1993. Paridotea simplex ingår i släktet Paridotea och familjen tånglöss. Inga underarter finns listade i Catalogue of Life.